# Ганн, Роберт Маркус
Роберт Маркус Ганн (или Гунн, англ. Robert Marcus Gunn; 1850, Даннет — 29 ноября 1909, Хайнхед) — шотландский офтальмолог.

## Биография
Гунн учился в школе в Голспи. После окончания школы изучал медицинскую науку в Университете Сент-Эндрюс и Эдинбургском университете. Изучал прямую офтальмоскопию, навык, ставший впоследствии широко известным. Изучал работы Джеймса Сайма, Джозефа Листера и Дугласа Ар Гил Робертсона.
Карьера Роберта Маркуса Ганна началась в больнице Мурфилдс, где он работал домашним доктором. После получения нужных навыков в области сравнительной анатомии он консультировал всех пациентов в приюте Пертского округа летом 1874 и 1875 годов. Затем 6 месяцев провел в Вене, работая под руководством Эдуарда Йегера фон Якстталя. После чего вернувшись в Мурфилдс в 1875 году, стал младшим домашним хирургом. И уже в 1876 году перешёл в старшие домашние хирурги. Он следовал стерильной техники Листера, улучшая результаты хирургии катаракты.
Потом Гунн отправился в Австралию, чтобы собрать образцы глаз местных животных. По результатам путешествия он опубликовал работу в «Журнале анатомии и физиологии» по теме сравнительной анатомии глаза. И продолжил изучение новых образцов глаз после возвращения в Англию.
В 1882 году Гунн стал членом Королевского колледжа хирургов. В 1883 году он начал работать ассистентом хирурга в Мурфилдсе, а к 1888 году занял должность хирурга. Также в 1883 году он начал свою практику как офтальмолог в больнице «Больные дети». В 1886 году он устроился параллельно работать в Национальную больницу для парализованных и пациентов с эпилепсией на Куин-сквере, где продолжал деятельность до 1898 года.
В 1907 году Гунн был избран вице-президентом офтальмологического отделения общества, одновременно занимая должность старшего хирурга в Мурфилдсе. На этой позиции он инициировал систематическое обучение глазным болезням, вдохновленное образовательными методиками Венской школы.
В настоящее время известен симптом, впервые описанный Робертом в 1883 году и носящий его имя - Синдром Маркуса-Гунна.